# Santa Bárbara (Lander)
Pour les articles homonymes, voir Santa Barbara.
Santa Bárbara est l'une des trois paroisses civiles de la municipalité de Lander dans l'État de Miranda au Venezuela. Sa capitale est Santa Bárbara. En 2011, sa population s'élève à 36 091 habitants.

## Géographie

### Démographie
Hormis sa capitale Santa Bárbara, la paroisse civile possède plusieurs localités :
- Ciudad Betania
- La Mata (partie sud)
- Los Grifales
- Piñate
- Pueblo Nuevo
- Santa Bárbara
- Vallecito